# Ойшиліцький сільський округ
Ойшилі́цький сільський округ (каз. Ойшылық ауылдық округі, рос. Ойшиликский сельский округ) — адміністративна одиниця у складі Аксуатського району Абайської області Казахстану. Адміністративний центр — село Ойшилік.
Населення — 1984 оосби (2021; 2442 у 2009, 3615 у 1999, 4303 у 1989).
Станом на 1989 рік існувала Ойчиліцька сільська рада (села Айнабастау, Акжал, Єсім, Ойчилік, Томар, Чапай) колишнього Аксуатського району Семипалатинської області.

## Склад
До складу округу входять такі населені пункти:
| Населений пункт  | Старі назви       | Населення, осіб (1989) | Населення, осіб (1999) | Населення, осіб (2009) | Населення, осіб (2021) |
| ---------------- | ----------------- | ---------------------- | ---------------------- | ---------------------- | ---------------------- |
| Айнабастау, село | -                 | 199                    | 154                    | 95                     | 30                     |
| Акжол, село      | Акжал             | 190                    | 126                    | 74                     | 29                     |
| Єсім, село       | -                 | 379                    | 259                    | 157                    | 54                     |
| Ойшилік, село    | Ойчилік           | 2705                   | 2304                   | 1441                   | 1515                   |
| --Конисбай, село | -                 | -                      | -                      | -                      | 1                      |
| Танамирза, село  | Чапай, Тана-Мирза | 653                    | 608                    | 546                    | 337                    |
| Томар, село      | -                 | 177                    | 164                    | 129                    | 18                     |